# تاشدخونسو
| t&A | V23 · Aa1 · n | sw | w |

| t&A | V23 · Aa1 · n | sw | w |

تاشدخونسو (انگلیسی: Tashedkhonsu) ملکه همسر مصر باستان، همسر فرعون اوسورکن یکم و مادر فرعون تاکلوت اول بود. او را از «سنگ یادبود پاسن‌حور» می‌شناسند. به تاشدخونسو لقب مادر خدا روی این سنگ یادبود داده شده است. یک اوشابتی که برای تاشدخونسو نوشته شده بود در مقبره تاکلوت دوم یافت شد که از نوادگان بعدی او بود.